# Ariel VI
Ariel VI war ein britisch-amerikanischer Röntgensatellit, entwickelt in Zusammenarbeit des britischen SRC und der NASA.
Ariel VI (vor dem Start UK6 genannt) wurde am 2. Juni 1979 mit einer Scout-Rakete von der Wallops Flight Facility gestartet und war bis Februar 1982 in Betrieb. Der Satellit verglühte am 23. September 1990 beim Wiedereintritt in der Erdatmosphäre.
Ariel VI hatte zwei Experimente zur Röntgenastronomie bei Energien zwischen 0,25 und 50 keV und ein Experiment zur Erforschung der kosmischen Strahlung. Wegen technischer Probleme – das Lageregelungssystem wurde durch Radar auf dem Erdboden gestört – war Ariel VI wissenschaftlich wesentlich weniger erfolgreich als sein Vorgänger Ariel V.